# Khaled Hosseini
Khaled Hosseini (* 4. března 1965) je americký prozaik a lékař afghánského původu. Hosseiniho románová prvotina z roku 2003, Lovec draků, vydaná v několika desítkách světových jazyků, se svými více než 10 miliony prodanými výtisky řadí mezi světové bestsellery. Jeho druhý román, Tisíce planoucích sluncí, z roku 2007, patří mezi nejprodávanější románové tituly ve Velké Británii (přes 700 000 prodaných výtisků).

## Život
Hosseini se narodil v afghánském Kábulu v rodině zaměstnance afghánského ministerstva zahraničí. V roce 1970 se rodina přestěhovala do íránského Teheránu, kde Hosseiniho otec získal práci na afghánském velvyslanectví. V roce 1973 následoval návrat do Kábulu, v červenci téhož roku přišel na svět Hosseiniho mladší bratr.
V roce 1974 se rodina přestěhovala do Paříže, nového působiště Hosseiniho otce. Zde se rodina rozhodla zůstat, neboť v Afghánistánu se mezitím dostala k moci Lidově-demokratická strana Afghánistánu, vyznávající komunistickou ideologii, a přišla sovětská invaze. V roce 1980 rodina nalezla azyl v USA a usadila se v kalifornském Fremontu. Středoškolská a univerzitní studia, jež absolvoval v San Jose a San Diegu, zakončil roku 1993 doktorátem medicíny, po jehož obdržení se mezi lety 1996 a 2004 věnoval lékařské praxi.
Bydlištěm Hosseiniho, jeho ženy Royi a jejich dvou dětí je severní Kalifornie.

## Dílo
- Lovec draků (2003) – román ze současného Afghánistánu, začínající líčením idylického kamarádství Amíra a Hasana, chlapců ze sousedství. Jednoho dne, po každoroční soutěži v lovení draků, Amír Hasana ošklivě zradí. Od tohoto osudového okamžiku se Amír potýká s trýznivými pocity viny. Pronásledují jej i poté, co spolu se svým otcem z politických důvodů opouští Afghánistán a nalézá nový domov v USA. Jako dospělý muž, když to již téměř nečeká, dostává příležitost vše odčinit. Vrací se proto zpět do Afghánistánu. Nemá sebemenší potuchy, jak bude jeho cesta za odčiněním dávné viny trnitá a bolestná... Román byl roku 2007 zfilmován v režii Marca Forstera.

- Tisíce planoucích sluncí (2007) – román je věnován osudu Marjam a Lajly, dvou afghánských žen, spojených přátelským poutem podobným vztahu matky s dcerou. Už tak ne zrovna utěšený život v zaostalém Afghánistánu se promění v peklo, když se moci chopí radikální islamistické hnutí Taliban. Láska však dokáže doslova divotvorným způsobem překlenout nelidské strádání i bolest...
- A hory odpověděly (2013) – další multigenerační rodinný příběh se tentokrát zaměřuje na vztah mezi sourozenci a zobrazuje témata podpory, zrady, oběti, péče i cti.[3]
- Mořská modlitba (2018) – krátké ilustrované dílo inspirované tehdejší uprchlickou krizí, konkrétně smrtí tříletého syrského chlapce, Alana Kurdiho, zahynuvšího v roce 2015 při cestě do Evropy. Skládá hold rodinám, jež jsou rozděleny a donuceny odejít z domova kvůli válce a pronásledování. Autor oznámil, že zisk z prodeje knih věnuje Úřadu Vysokého komisaře OSN pro uprchlíky.[4][5]